# エドワード・ミルズ・パーセル
エドワード・ミルズ・パーセル（Edward Mills Purcell, 1912年8月30日 – 1997年3月7日）は、アメリカ人の物理学者で、1946年に液体中、固体中での核磁気共鳴（NMR）を単独で発見した功績により、スタンフォード大学のフェリクス・ブロッホとともに、1952年のノーベル物理学賞を受賞した。核磁気共鳴は純物質や化合物の分子の構造を調べるのに広く用いられている。彼はまたLife at Low Reynolds Number（低レイノルズ数における生命）という有名な講演を行った生物学者としても知られている。

## 来歴
彼はイリノイ州テーラービルで生まれ育ち、パデュー大学で電子工学の学士号を、ハーバード大学で物理学の修士号と博士号を取得した。1941年から1946年にはマサチューセッツ工科大学でマイクロ波レーダーの開発を指導した。1946年にハーバード大学に戻り、1949年には物理学科の教授に就任した。

## 業績
1945年12月、彼は同僚のパウンド、トリーとともに核磁気共鳴（NMR）を発明した。NMRによって化学物質の構造や性質が正確に分かるようになり、物理学や化学の分野で盛んに使われた。また20世紀で最も重要な医学上の進歩の1つである核磁気共鳴画像法の基礎にもなった。
彼は天文学の分野でも、宇宙の中性水素原子から放射される21cm線を銀河系の渦状腕の中で初めて観測するという業績を上げている。この発見は電波天文学の確立につながり、21cm線の観測は現代の天文学でも重要な技術となっている。また固体物理学の分野でも、スピンエコー緩和や核磁気緩和、そしてレーザー技術の発展に重要な負スピン温度などの研究を行っている。ノーマン・ラムゼーとともに、彼は素粒子物理学におけるCP対称性の破れの問題に初めて解答を与えている。

## 栄誉・活動
パーセルの科学的、教育的、市民的活動に対して様々な賞が与えられている。彼はドワイト・D・アイゼンハワー、ジョン・F・ケネディ、リンドン・ジョンソン各アメリカ合衆国大統領の科学顧問を務めた。またアメリカ物理学会の会長およびアメリカ哲学学会、全米科学アカデミー、アメリカ芸術科学アカデミーの会員にもなっている。1989年王立協会外国人会員選出。

### 受賞歴
- 1952年 - ノーベル物理学賞
- 1953年 - リヒトマイヤー記念賞
- 1957年 - エルステッド・メダル
- 1979年 - アメリカ国家科学賞
- 1984年 - 生物物理学賞、
- 1988年 - ベアトリス・ティンズリー賞

## 著書
パーセルは1965年にElectricity and Magnetismという本を執筆した。この本はパーセルの教師としての能力をよく示し、大学の物理学科の電磁気学の入門書として広く使われている。